# Johann Heinrich Baur
Johann H(e)inrich Baur (* 30. Dezember 1730 in Altona; † 20. Dezember 1819 ebenda) war ein deutscher Kaufmann und Zweiter Bürgermeister von Altona.

## Leben und Wirken

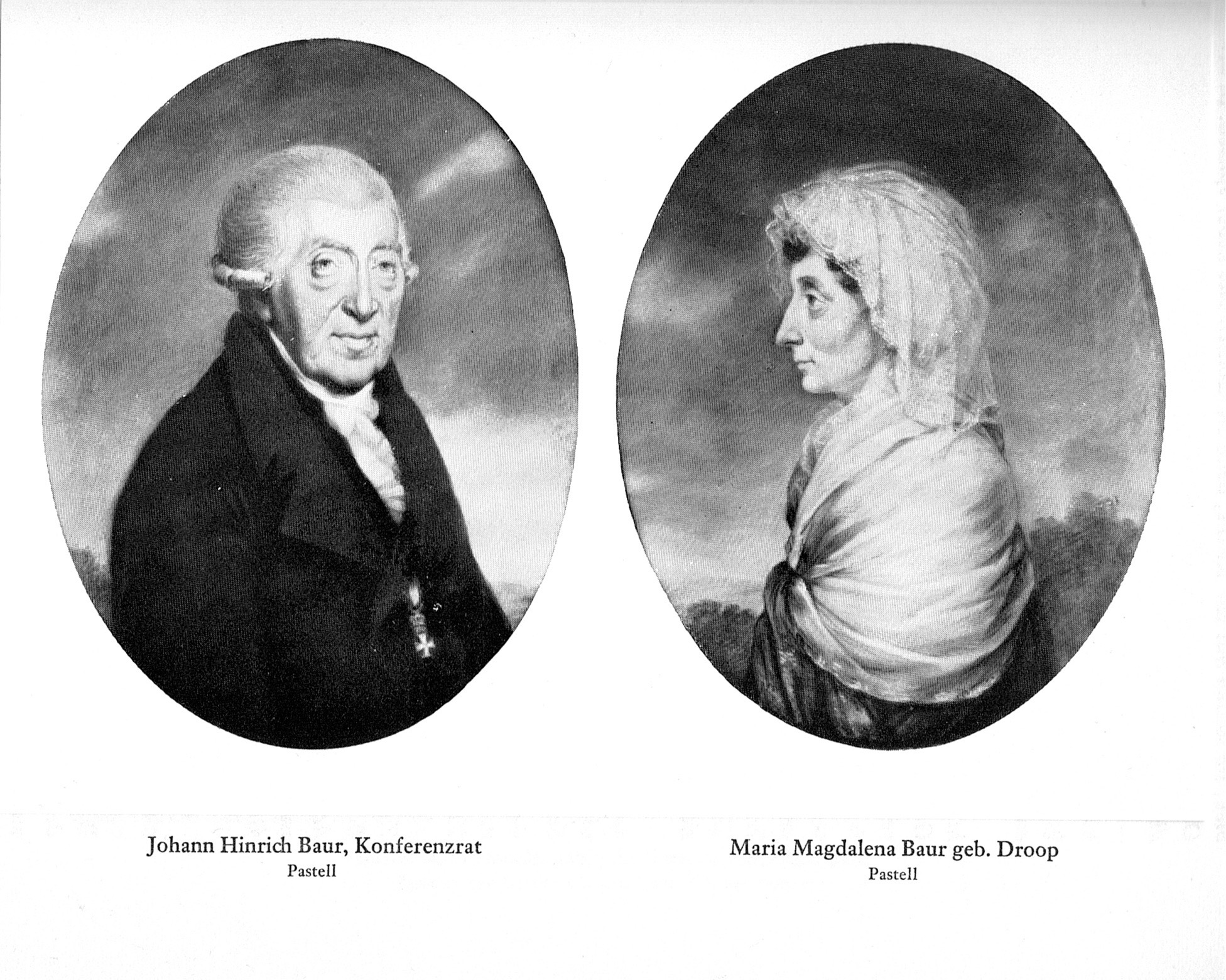

Johann Heinrich Bauer war ein Sohn von Johann Daniel Baur (* 27. Mai 1700 in Esslingen; † 10. März 1774) und dessen Ehefrau Anna Gesa, geborene Neuhaus (* 27. Oktober 1713 in Wilster; † 17. Dezember 1737 in Altona). Die Mutter war eine Tochter von Heinrich Neuhaus, der ab 1735 als Kaufmann, 1713 als Ratsverwandter und 1734 als Zweiter Bürgermeister Altonas arbeitete.
Baurs Vater stammte aus der Nähe von Stuttgart und wanderte nach Altona aus, wo er am 30. November 1729 heiratete. Zum Zeitpunkt der Geburt des Sohnes Johann Heinrich war er bereits ein angesehener und reicher Mann. Baur ging zur Schule und reiste danach durch Holland, Frankreich und England. Danach trat er in das von seinem Großvater Neuhaus gegründete Unternehmen ein, das sein Vater fortgeführt hatte. Hier arbeitete er als Kaufmann und Assecuradeur. Gemeinsam mit dem Compagnon Peter Rode (1718–1797), der seit 1785 Ratsverwandter und 1794 Vizebürgermeister von Altona war, leitete er die Firma von 1761 bis 1794 als „(Joh. Hinr.) Baur & Rode“.
Am 18. Dezember 1759 heiratete Baur in Hamburg Maria Magdalena Droop (* 23. Mai 1742 in Hamburg; † 11. Juli 1810 in Altona). Sie war eine Tochter des Hamburger Kaufmanns Johann Friedrich Droop (1709–1761) und dessen Ehefrau Helena Lucretia, geborene Hanker (* 30. Juli 1717 in Hamburg; † 2. Juli 1784 ebenda). Das Ehepaar Baur hatte die Söhne Johann Daniel Baur, Georg Friedrich Baur und Johann Heinrich (1767–1807), der in Altona als Kaufmann arbeitete, 1803 in das Commerz-Collegium in Altona eintrat und 1804 zum kaufmännischen Direktor der Schleswig-Holsteinischen Speziesbank ernannt wurde. Außerdem hatte das Ehepaar Baur drei Töchter.
Baur erweiterte als Kaufmann das Handelsgeschäft signifikant und erwirtschaftete ein beachtliches Vermögen. 1794 nahm er die Söhne Johann Heinrich und Georg Friedrich in das Unternehmen auf. Diese führten es wenig später als „J. H. & C. F. Baur“ weiter. 1774 erhielt Baur das Gut Kaden als Erbe seines Vaters und hielt es bis 1776.
Ab 1762 gehörte Baur dem Altonaer Commerz-Kollegium an. Nachdem Immanuel Schütze 1772 seinen Vater als Ersten Altonaer Bürgermeister ersetzt hatte und somit die Position des Zweiten Bürgermeisters vakant war, übernahm Baur diese Position am 22. Oktober 1772 als kaufmännischer Bürgermeister. Außerdem wurde er zeitgleich zum Justizrat, am 29. Januar 1782 auch zum Konferenzrat ernannt. Am 28. Januar 1813 erhielt er den Dannebrogorden. Er ist im Familiengrab auf dem ehemaligen westlichen Kirchhof der Christianskirche beigesetzt.